# Sunčeva jezgra
Sunčeva jezgra se smatra unutrašnji dio Sunca od centra do 20 – 25 % Sunčevog radijusa. To je najtopliji dio Sunčevog sustava. Njegova gustoća se kreće do 150 000 kg/m3 (150 puta više od gustoće vode) i temperatura je oko 15 000 000 K (za razliku od površine gdje je oko 6 000 K). Sunčeva jezgra se sastoji od toplog i vrućeg plina, koji je u stanju plazme. Unutar Sunčeve jezgre se stvara 99 % energije nuklearne fuzije Sunca.

## Stvorena energija
Oko 3,6 × 1038 protona (jezgre vodika) se pretvara svake sekunde u jezgre helija, oslobađajući masu i energiju (ekvivalencija mase i energije) od 4 300 000 000 kg u sekundi ili 3,8 × 1026 W. Kroz većinu Sunčevog života, energija koja se dobiva nuklearnom fuzijom, ide kroz seriju koraka, koje nazivamo niz proton-proton (p-p niz), a to je postupak kojim iz vodika dobiva helij. Manje od 2 % helija se stvara u Suncu s nizom ugljik-dušik-kisik (CNO niz). 
Sunčeva jezgra stvara gotovu svu toplinu koja se stvori nuklearnom fuzijom, ostalih 1 % se stvori izvan jezgre. Energija koja se stvori u jezgri (osim neutrina), mora putovati veliki broj puta, kroz razne slojeve, dok ne dođe do fotosfere i izađe u svemir kao Sunčeva svjetlost ili kinetička energija čestica. 
Gustoća dobivene energije se razlikuje ovisno o udaljenosti od centra. Tako se procjenjuje da u centru se stvara 276,5 W/m3. Na udaljenosti 19 % od Sunčevog radijusa, temperatura padne na 10 000 000 K i gustoća energije je 6,9 W/m3 i 91 % Sunčeve energije se stvori u tom području. Na udaljenosti 30 % od Sunčevog radijusa, nuklearna fuzija gotovo stane.

## Ravnoteža
Stupanj nuklearne fuzije jako ovisi o gustoći, tako da se Sunčeva jezgra nalazi u samokontrolirajućoj ravnoteži. Samo mala promjena u stupnju nuklearne fuzije bi izazvala velike promjene u dimenzijama Sunca. 

## Prijenos energije
Visokoenergetski fotoni (gama-čestice i rendgenske zrake), koji se oslobađaju u nuklearnoj fuziji, trebaju jako dugo vrijeme da stignu do površine. Procjenjuje se da im treba između 17 000 do 50 000 000 godina. Nakon završnog puta kroz konvektivni sloj, fotoni uglavnom izlaze kroz fotosferu u vidu vidljive svjetlosti. Svaka gama-čestica iz Sunčeve jezgre, se pretvori u nekoliko milijuna fotona vidljive svjetlosti, prije nego napusti Sunce. Neutrino koji se oslobodi iz nuklearne fuzije izlazi iz Sunca gotovo trenutno. 

## Vanjske poveznice
- Građa Sunca, Zvjezdarnica Zagreb
- [neaktivna poveznica] Astronomska sekcija, Fizikalno društvo Split
- Arhivirana inačica izvorne stranice od 4. travnja 2015. (Wayback Machine) Akademsko astronomsko društvo, Rijeka
- Arhivirana inačica izvorne stranice od 28. srpnja 2011. (Wayback Machine) Zvjezdarnica, Višnjan